# 1199
| Calendário gregoriano                                                        | 1199 MCXCIX                                          |
| Ab urbe condita                                                              | 1952                                                 |
| Calendário arménio                                                           | 648 – 649                                            |
| Calendário bahá'í                                                            | -645 – -644                                          |
| Calendário budista                                                           | 1743                                                 |
| Calendário chinês                                                            | 3895 – 3896 Início a 29 de janeiro (aproximadamente) |
| Calendário copta                                                             | 915 – 916                                            |
| Calendário etíope                                                            | 1191 – 1192                                          |
| Calendários hindus - Vikram Samvat - Calendário nacional indiano - Cáli Iuga | 1254 – 1255 1120 – 1121 4299 – 4300                  |
| Calendário Holoceno                                                          | 11199                                                |
| Calendário islâmico                                                          | 595 – 596                                            |
| Calendário judaico                                                           | 4959 – 4960                                          |
| Calendário persa                                                             | 577 – 578                                            |
| Calendário rúnico                                                            | 1449                                                 |
| Calendário solar tailandês                                                   | 1742                                                 |

1199 (MCXCIX, na numeração romana) foi um ano comum do século XII do Calendário Juliano, da Era de Cristo, a sua letra dominical foi C (52 semanas), teve início a uma sexta-feira e terminou também a uma sexta-feira.
No reino de Portugal estava em vigor a Era de César que já contava 1237 anos.
| Ano completo                       |
| ---------------------------------- |
| Ano comum com início à sexta-feira |

## Eventos
- João I de Inglaterra sucede ao irmão Ricardo na coroa inglesa, ducado da Normandia e ducado da Aquitânia.
- D. Sancho I redige o foral que dá origem à Guarda, cidade portuguesa, em 27 de Novembro.
- Inocêncio III intervém no diferendo entre a Sé de Braga e a de Santiago de Compostela, determinando que as dioceses do Porto, Coimbra, Viseu, Tui, Ourense, Mondoñedo, Lugo e Astorga fiquem dependentes de Braga.

## Mortes
- Janeiro - Iacube Almançor, califa almóada
- 6 de abril - Ricardo Coração de Leão, rei de Inglaterra (n. 1157).
- 10 de julho - El Cid, o Campeador, herói da Reconquista Espanhola.
- 4 de setembro - Joana de Inglaterra, rainha consorte da Sicília (n. 1165).